# Combat de Bita
Insurrection de Boko Haram
Le combat de Bita a lieu le 15 novembre 2013 pendant l'insurrection de Boko Haram.

## Déroulement
Le vendredi 15 novembre 2013, l'armée nigériane attaque une base de Boko Haram à Bita, dans les montagnes de Gwoza, près de la frontière camerounaise. Selon le lieutenant-colonel Muhammad Dole, porte-parole des forces armées nigérianes dans l'État de Borno, 20 djihadistes ont été tués, des dizaines de véhicules et 50 motos ont été détruites. Les pertes des militaires sont d'un mort et trois blessés. L'armée affirme également que 9 autres islamistes ont été tués dans une autre opération le jour précédent, près de Damboa.